# 小獵犬撞擊坑

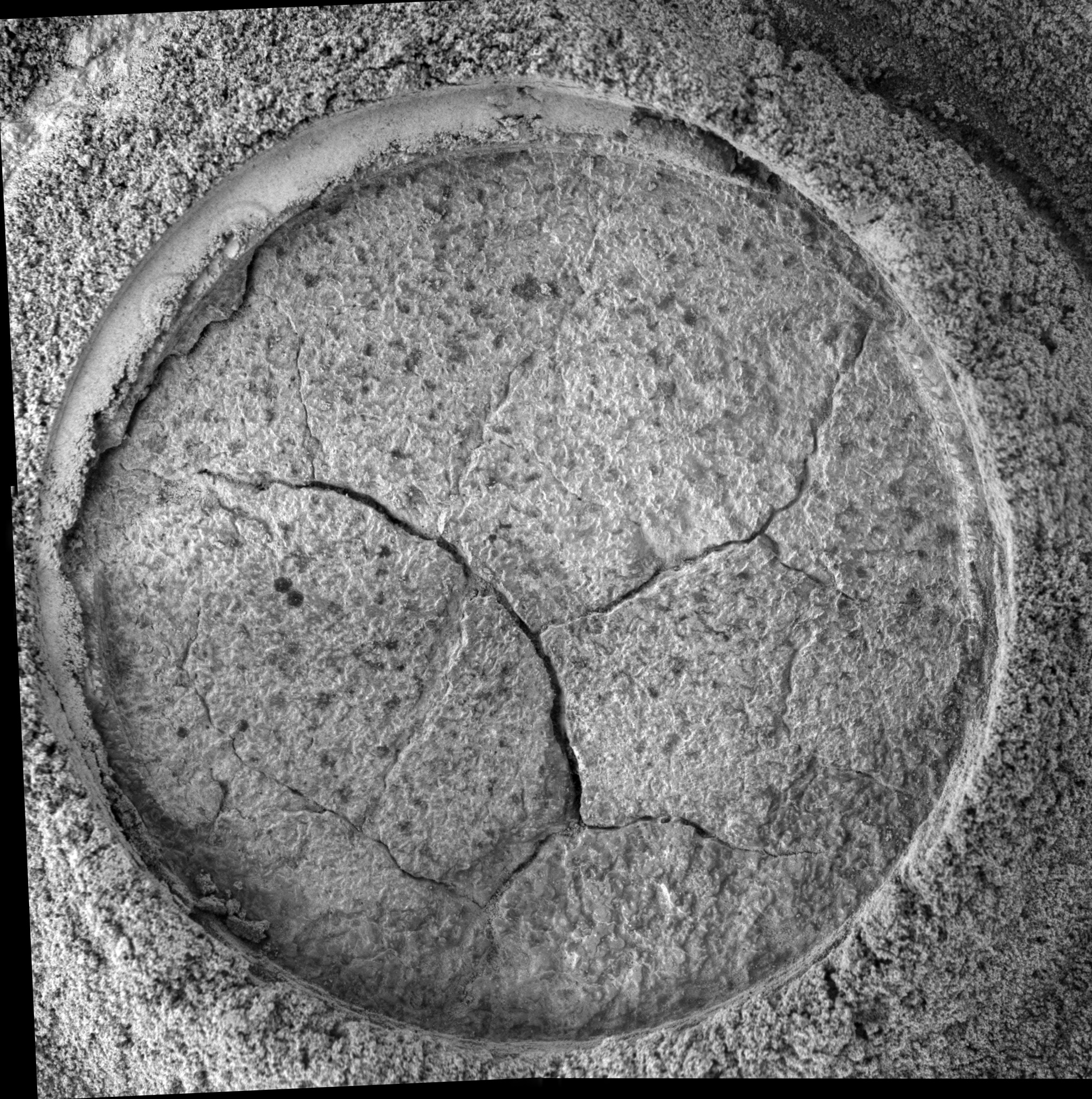
机遇号勘查了小猎犬撞击坑中的目标岩石-巴尔特拉（岩石被火星车上的工具碾磨）。

小猎犬撞击坑（Beagle）是火星珍珠湾区（MC-19）的一座撞击坑，为子午线高原中被机遇号火星车探测过的多处洼地之一。第855个火星日，火星车在距离310米（1107英尺）外拍摄了它的首幅照片。该陨坑坐落在附近更大的维多利亚撞击坑喷射物毯边缘上，其中心坐标位于南纬2.1度、西经5.5度处，直径35米，深约1-2米。名称取自1817年2月曾搭载查尔斯·达尔文进行环球航行的英国皇家海军小猎犬号战舰，2008年被国际天文联合会行星系统命名工作组批准接受.

## 任务
机遇号对小猎犬撞击坑及其周边地区进行了为时七天（火星日）的观察。
第872个火星日（2006年7月7日）：机遇号使用全景相机进行了一些针对性侦查，然后与2001火星奥德赛号轨道器进行了通信。火星车还完成了一次小型热辐射光谱仪的天空和地面观测。
第873个火星日：火星车尝试越过东南方的一道坎坡前往小猎犬撞击坑行进，但因进展太小而被及时中止。火星车利用其全景相机桅杆组件（火星车的“头部”和“颈部”）进行了尘埃监测和清晨大气科学研究，包括使用微型热辐射光谱仪进行天空和地面观测。机遇号在当天还对该仪器进行了校准。
第874个火星日:机遇号用它的全景相机勘测了地面，然后使用导航相机拍照以确定微型热辐射光谱仪的指向，微型热发射光谱仪也被用来观察天空和地面。全景相机拍摄了天空的缩略图像。
第875个火星日：火星车成功地绕过了在第873个火星日那道难以翻越的坎坡，机遇号使用全景相机和微型热辐射光谱仪对远处一颗可能的陨石进行了探测，这些仪器还完成了对天空和地面的观测。

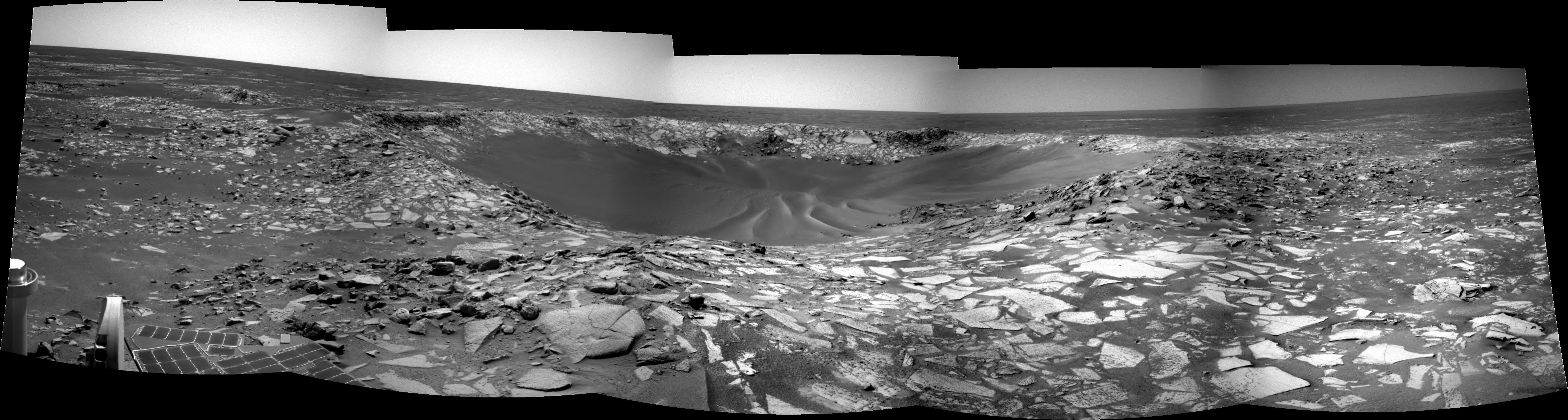
第898个火星日，导航相机拍摄的火星小猎犬撞击坑拼接图。

第876个火星日：火星车驶向西南方约15米（49英尺）外的一道坎坡边缘，以评估是否可到达坎坡附近的岩石露头，以及是否有一条从露头到小猎犬撞击坑的路径。火星车还使用导航相机搜寻云层，并使用微型热辐射光谱仪观察天空和地面。
第877个火星日:机遇号在通往小猎犬撞击坑的露头小径上行驶约25米（82英尺），火星车在小径尽头进行了一次“快速姿态查找”，更新了它的地理位置。火星车支持了火星快车号飞越，并用全景相机和微型热辐射光谱仪进行了遥感。
第878个火星日：火星车朝小猎犬撞击坑行驶了约25米（82英尺），并火星奥德赛号飞过期间进行了天空与地面高度测量，微型热辐射光谱仪也在早晨进行了天空和地面观测。全景相机则对火星车前方进行勘测，以帮助选择本周末机械手臂将要探测的目标土壤。

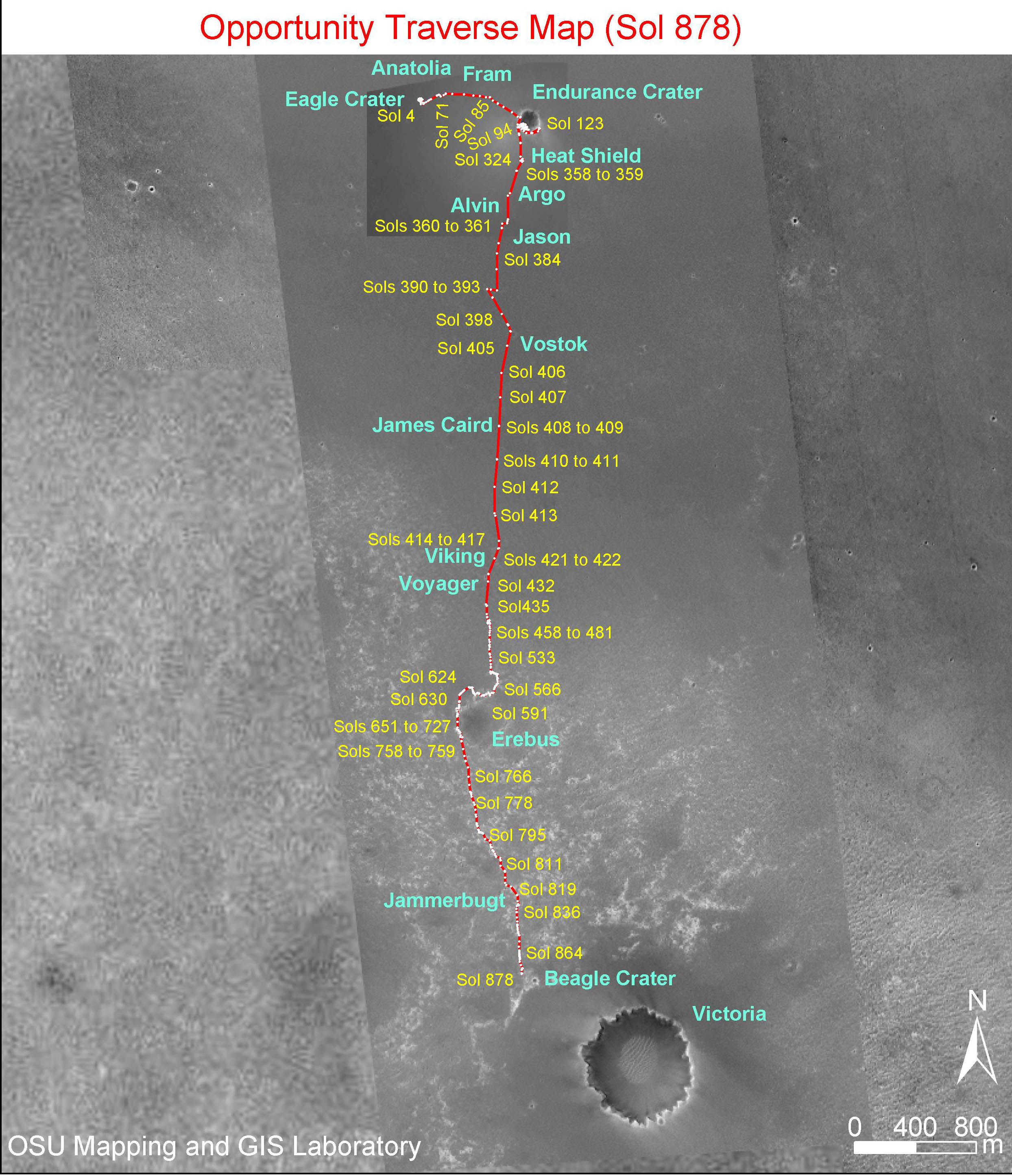
火星车前往维多利亚撞击坑的途中第878个火星日（2006年7月）所显示的小猎犬撞击坑位置。

## 另请查看
- 火星地理
- 火星撞击坑